# Medea FM
Medea FM es una emisora de radio de contenidos principalmente musicales del Principado de Asturias que emitía desde el concejo de Llanera. En octubre de 2019 es recuperada y sus estudios están en Langreo. Se sintoniza en Asturias en el 102.7 (Gijón) y 99.1 (Langreo)  
Comenzó emitiendo sin licencia, pero gracias al apoyo popular consiguió, provisionalmente, una licencia de las diez concedidas por el Consejo de Gobierno del Principado de Asturias  a nombre de Soninorte Producciones, propietaria de Medea FM. Dicha licencia (DGO-1003708) autorizaba a usar la frecuencia de 93,2 MHz desde Oviedo. En esta frecuencia emitió con el nombre de La Giga Radio hasta febrero de 2013.
Según Periodismo humano en esa fecha traspasó la licencia a esRadio, que comenzó a emitir en Asturias en dicha frecuencia. A pesar de que las condiciones de la convocatoria incluía el «compromiso de no cesión a terceros», la Ley 7/2010, de 31 de marzo, General de la Comunicación Audiovisual, aprobada tras el concurso, lo permitía, según Patricia Simón, de Periodismo humano.
No obstante, por Resolución de 15 de noviembre de 2013, la consejería de Economía y Empleo del Principado de Asturias declaró caducado el procedimiento para concesión definitiva del dial 93.2 a nombre de Soninorte. Nuevamente, en noviembre de 2013, comenzó a emitir como Viva FM en la frecuencia de Radio Nava, emisora comunitaria. Tras la queja de Radio Nava cambió a las frecuencias 89.6 y 98.7, sin licencia. En 2015 anuncia que el 7 de agosto, a las 17:00 h, pasa a llamarse, de nuevo, Medea FM.
Poco después cesa emisiones pasando el 89.6 a emitir varias emisoras piratas y la 98.7 Carrusel FM Oviedo ,propiedad de esRadio Asturias también pirata
Situada en un principio en Oviedo, se movió después a Trasona, Los Campos, Llanera, y finalmente a Gijón.
Nuevamente el 11 de octubre de 2019 comienza a emitir como Medea FM en la frecuencia 107.0 FM, nuevamente sin licencia, en el antiguo estudio Onda Langreo de La Felguera. Ahora emite en 102.7 en Gijón y 99.1 en Langreo. Ninguna de sus frecuencias cuenta con licencia

## Enlaces
medeafm.es